# Західна Австралія
Західна Австралія (англ. Western Australia) — штат, що займає всю західну третину Австралії. Він межує з Індійським океаном на півночі та заході, Великою Австралійською затокою та Південним океаном на півдні, Північною територією на північному сході та Південною Австралією на південному сході. Західна Австралія є найбільшим штатом в Австралії з загальною земельною площею у 2 529 875 квадратних кілометрів, а також другою за величиною адміністративною одиницею першого рівня у світі, однак значна її частина є малонаселеною. Населення штату становить близько 2.5 мільйони людей (близько 11 % від загального населення країни) і 92 % з населення штату живе в південно-західному куті штату.
Першим європейцем, що відвідав Західну Австралію, був голландський дослідник Дірк Хартог: сталося це 1616 року. Британці встановили військовий форпост біля сучасного Олбані в 1826 році, після чого була заснована колонія Свон-Ривер та столиця Перт у 1829 році.
Західна Австралія досягла самоврядування в 1890 році, а потім у 1901 році разом з іншими британськими колоніями на території Австралії стала штатом у федеральній структурі Австралійського Союзу. Нині в Західній Австралії економіка переважно покладається на гірничодобувну промисловість, сільське господарство та туризм. На штат припадає 46 % експорту Австралії. Західна Австралія є другим за величиною виробником залізної руди у світі.

## Географія
Західна Австралія обмежена на сході 129-им меридіаном східної довготи від Гринвіча, який визначає кордон з Південною Австраліэю та Північною територією, і межує з Індійським океаном на заході та півночі. Міжнародна гідрографічна організація (МГО) позначає водойму на південь від континенту як частину Індійського океану, хоча в Австралії вона офіційно оголошена як Південний океан.
Загальна довжина східного кордону штату — 1862 км. Протяжність берегової лінії 20781 км, в тому числі 7892 км острівної берегової лінії. Загальна земельна площа, займана штатом — 2.5 млн. км2.

### Геологія
Велика частина Західної Австралії складається з дуже старих кратонів Їлґарн та Пілбара, які злилися з плато Декан Індії, Мадагаскаром та кратонами Карру і Зімбабве Південної Африки в часи архейського еону, сформувавши континент Ур, один з найстаріших суперконтинентів на Землі (3-3.2  мільярда років тому).
Більша частина території штату — низьке плато з середньою висотою близько 400 м, дуже низький рельєф, і відсутнє поверхневе водовідведення.

## Історія
Недовго проіснувало перше поселення Кінг Джордж Саунд 1826, штат утворений у Перті 1829 року капітаном Джеймсом Стірлінгом (1791—1865), самоврядування отримане 1890 року, статус штату — 1901 року.

## Населення
Європейці почали прибувати на постійне проживання з 1826 року, коли Олбані було взято під контроль Великою Британією, щоб запобігти французьким претензіям на західну третину континенту. Перт був заснований як колонія Свон-Ривер у 1829 році британськими та ірландськими переселенцями. У 1890-х міжштатні міграції внаслідок видобувного буму в регіоні Голдфілдс призвели до різкого приросту населення.
Західна Австралія не мала значних потоків мігрантів з Великої Британії, Ірландії чи інших регонів Британської імперії, однак на початку 20 століття були створені проєкти, які заохочували фермерів до міграції в західну третину Австралії.
Під керівництвом мігрантів з Британських островів населення Західної Австралії розвивалося швидшими темпами протягом ХХ століття, ніж це було раніше. Західна Австралія прийняла велику кількість італійців, хорватів та македонців після Другої світової війни. Незважаючи на це, Велика Британія внесла найбільше число мігрантів донині, і Західна Австралія — особливо Перт — має найвищий відсоток населення британського походження ніж будь-який інший штат: 10,6 % в 2006, порівняно з середнім значенням по країні 5,3 %.
З точки зору етнічної приналежності, дані перепису 2001 року засвідчують, що 77,5 % населення Західної Австралії має європейське походження: найчисленнішою групою були англійці, що становить 733 783 осіб (32.7 %), потім австралійці — 624 259 осіб (27.8 %), ірландці — 171 ,667 (7.6 %), італійці — 96 721 (4.3 %), шотландці — 62 781 (2.8 %), німці — 51 672 (2.3 %) і китайці — 48 894 (2.2 %). Налічувалося 58 496 корінних австралійців у Західній Австралії (2001 р.), які становили 3,1 % населення.

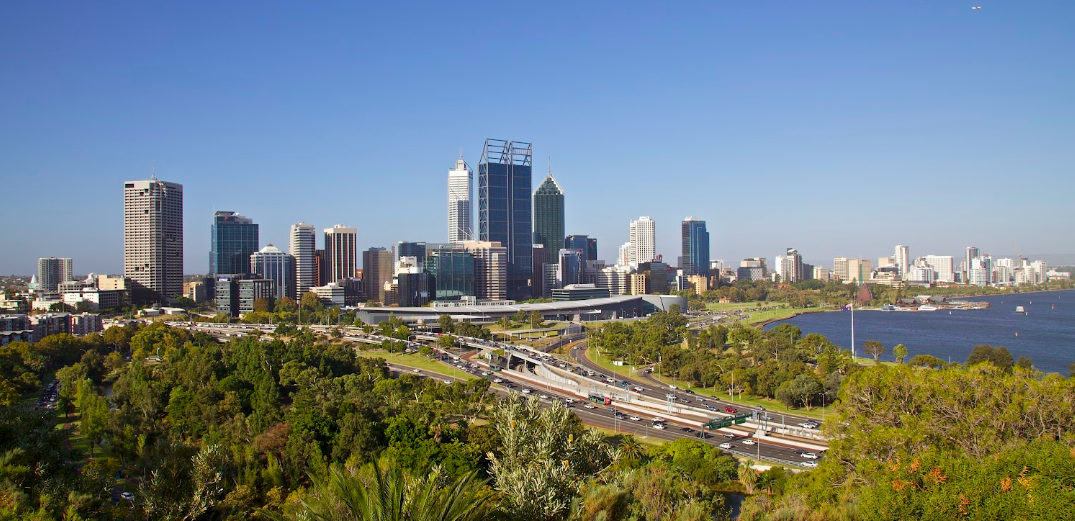
Столиця Західної Австралії та найбільше місто, Перт
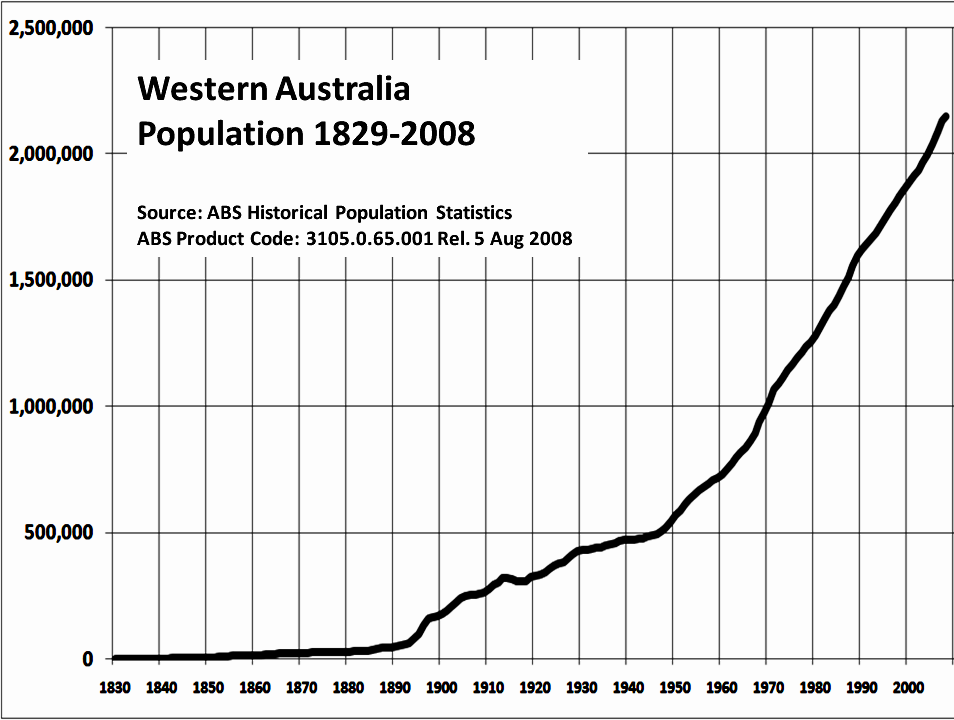
Приріст населення штату у 1829—2008 роках
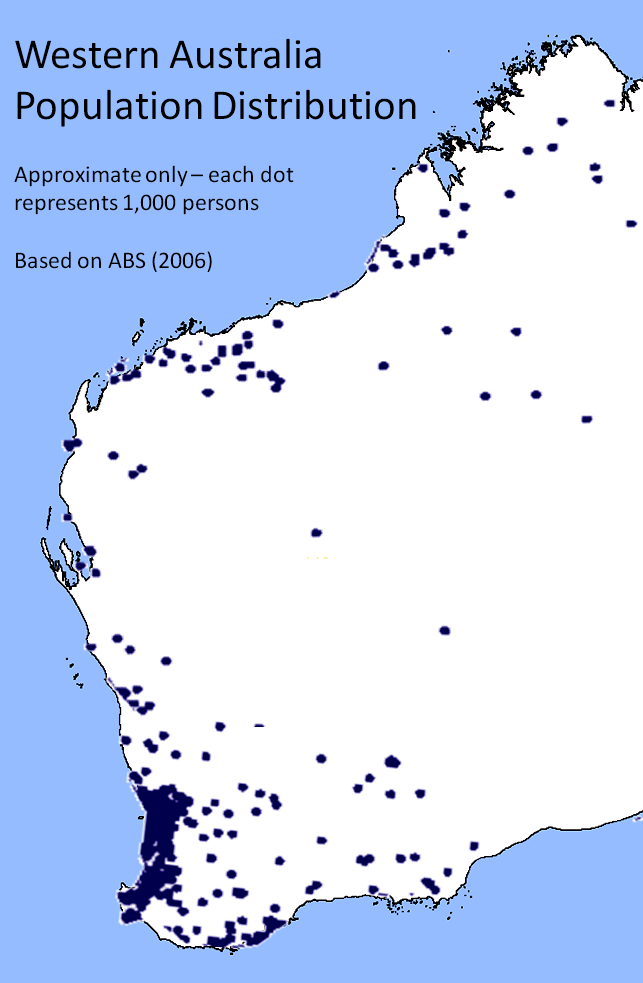
Розподіл населення Західної Австралії

З точки зору місця народження, відповідно до перепису 2006 року, 27,1 % населення народилися за кордоном — вище, ніж у середньому по Австралії 22,2 %. 8,9 % західних австралійців народилися в Англії, 2,4 % в Новій Зеландії, 1,2 % в Шотландії, 1,1 % в Південній Африці, і 1,1 % в Італії.

## Адміністративний поділ

Округи штату Західна Австралія

Штат поділяється на 9 округів (перераховані з півночі на південь) і місто Перт:
- Кімберлі
- Пілбара
- Гаскойн
- Середньо-Західний
- Голдфілдс-Есперанс
- Вітбелт
- Перт
- Піл
- Південно-Західний
- Великий Південний

### Міста

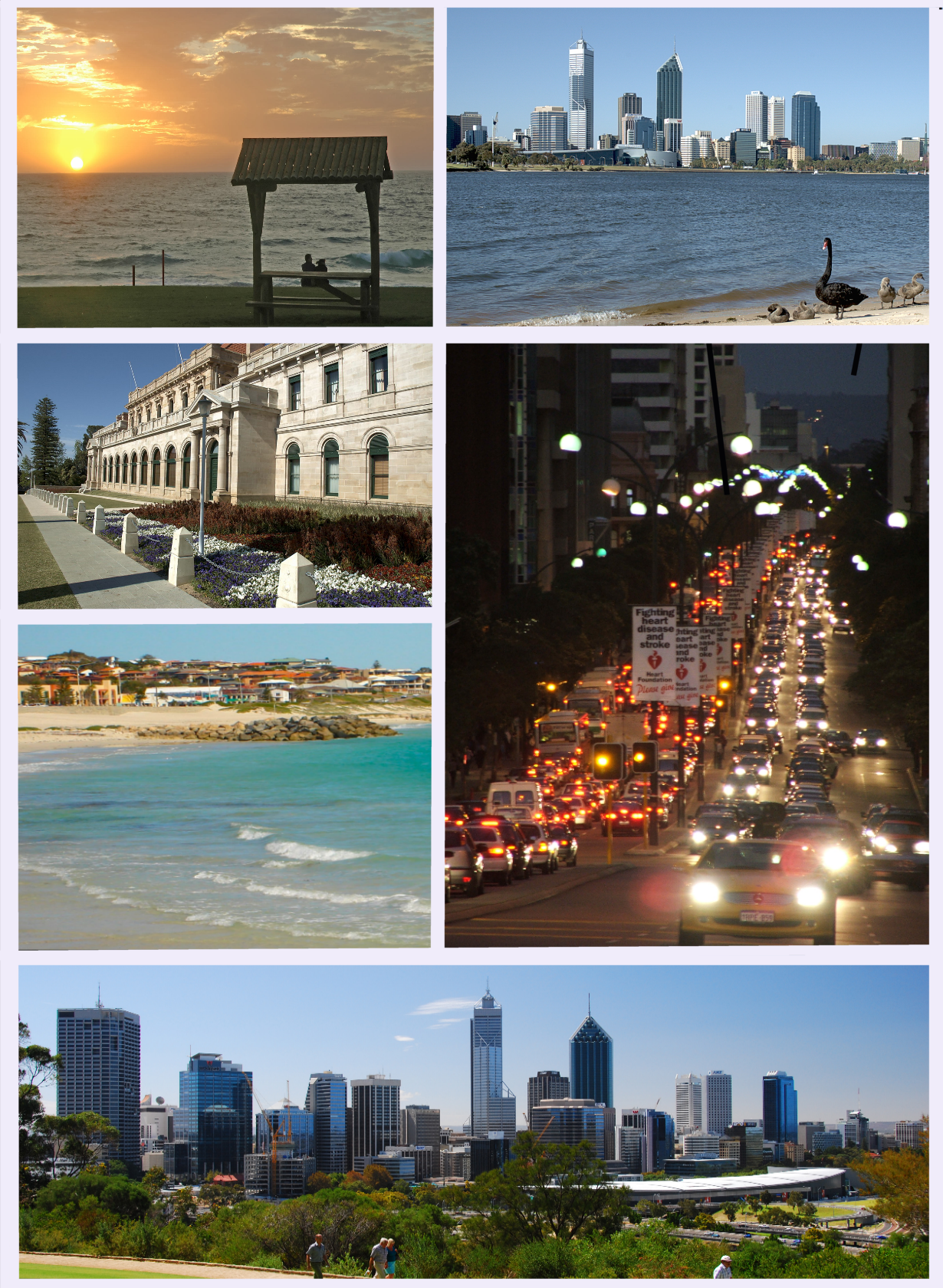
Перт

Найбільші міста штату: Перт (1,5 млн мешканців), Мандура (78,6 тис.), Банбері (32,5 тис.), Джералдтон (31,5 тис.), Калгурлі (28,2 тис.), Олбані (25,2 тис.), Брум (14,4 тис.) і Порт-Гедленд(14,0 тис.).
Перт — столиця штату, головний діловий, торговий, адміністративний, промисловий та культурний центр штату. Місто було засноване 1829 року на березі річки Свон за 20 км від узбережжя Індійського океану. Перт — друге (після Гонолулу на Гаваях) велике найбільш ізольоване місто у світі, найближче місто з населенням більше 100 тис. осіб (Аделаїда), знаходиться на відстані 2130 км. Забудова центральної частини міста зберегла вікторіанський стиль. Широкі вулиці прикрашають барвисто квітучі дерева. Ділова частина міста із залізобетонних хмарочосів розташована на північному березі річки Свон. Окрасою міста слугує королівський парк з ботанічним садом. У місті діє 2 університети, ряд спеціалізованих коледжів, науково-дослідних інститутів та бібліотек. Промисловість міста представлена підприємствами харчової, транспортної, машинобудівної, деревообробної галузей.

## Економіка
Основна галузь господарства — екстенсивне вівчарство (15,7 млн голів, 1958 р.). У більш зволожених південно-західних районах — посіви зернових, картоплі, тютюну. Садівництво і виноградарство.
Виробництво: пшениця, свіжі і сушені фрукти, м'ясо й молочні продукти.
Природний газ (на північно-західному шельфі) і нафта (басейн Каннінг), залізо (Пілбара), мідь, нікель, уран, золото, алмази, срібла, вугілля, свинцеві руди, марганець, пірит, азбест.
Чорна металургія, судно- та автомобілебудування, деревообробна промисловість.
Промислові центри: Перт, Фрімантл, Калгурлі. 8,2 тис. км залізниць. Основний порт — Фрімантл, Банбері, Джеральдтон, Калгурлі-Боулдер, Олбані.

### Транспорт

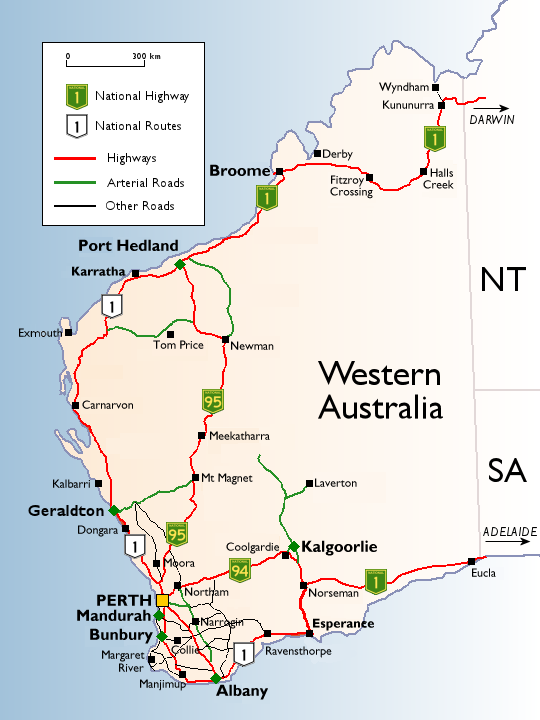
Західноавстралійські міста, містечка, поселення та дорожня мережа

## Символи штату
- Квітка: Anigozanthos manglesii
- Тварина: Намбат
- Птах: Лебідь чорний
- Риба: Акула китова
- Кольори: чорний і золотий